# هزلیات سعدی
بخش بسیار کوچکی از کلیات سعدی را خبیثات و مجالس‌الهزل تشکیل می‌دهد. این بخش همان چیزی است که به هزلیات سعدی معروف است. خودِ سعدی در مقدمهٔ چندسطریِ این بخش گفته است:
بعضی از بزرگان مرا ملزم کردند تا کتابی در هزل برایشان بنویسم به شیوه سوزنی، من به ایشان جوابی ندادم پس تهدید به قتل کردند بخاطر همین جواب امر ایشان را اجابت کردم و این ابیات را سرودم و من پناه می‌برم به خدای بزرگ (برای سرودن این ابیات) این فصلی است به شیوه هزل و این شیوه را بزرگان فضل ایراد نمی‌گیرند برای آن که هزل در سخن مانند نمک در غذا است «الهَزلُ فِی الکلام، کَالمِلحِ فِی الطّعام» این کتاب مطابیه است و از خدا توفیق می‌خواهم.
البته سعدی بجز در هزلیات در گلستان هم بعضاً از سخنانی که توده مردم آن را زشت و خلاف اخلاق می‌شمارند استفاده کرده برای مثال داستانی در باب دوم گلستان (در اخلاق درویشان) حکایت ۲۷ آمده با این مضمون:
| یکی را از بزرگان بادی مخالف در شکم پیچیدن گرفت، و طاقت ضبط آن نداشت و بی‌اختیار از او صادر شد. گفت: ای دوستان مرا در آنچه کردم اختیاری نبود و بزهی بر من ننوشتند و راحتی به وجود من رسید، شما هم به کرم معذور دارید. |
| شکم زندان باد است ای خردمند |
| ندارد هیچ عاقل باد در بند |
| چو باد اندر شکم پیچد فروهل |
| که باد اندر شکم بار است بر دل |

. یک بیت شعر از هزلیات سعدی (هرآنکس که بیشتر کون بدادندی، نام او را مرشد نهادند)

## بخش‌ها
هزلیات سعدی شامل سه بخش است:
1. تعدادی قطعات پراکنده و دو حکایت به نظم (شعر)، فصل اولِ آن را تشکیل می‌دهد.
2. بخش دوم، که به نثر است، المجالس فی الهزل و المطایَبات نام دارد که خود شامل سه مجلس شبیه وعظ است که به طنز و هزل آمیخته است.
3. بخش سوم یا المضحکات شامل لطیفههایی به نثر سعدی است.

سعدی در بخش اول و دوم هزلیاتش، تفاوتی میان لغات قائل نیست و از هر لغتی به راحتی و عریانی استفاده کرده است. علاوه بر گفت‌وگوی آشکار از رابطهٔ جنسی میان زن و مرد و آوردنِ اسامی اندام‌های جنسی که به‌جای خود در ادبیات کلاسیک نامناسب شمرده می‌شده است، در هزلیات سعدی نثرگونه‌هایی از نوع دیگر وجود دارد؛ مثلاً در یکی از این قطعاتِ هزل، خواننده را به فراموش‌کردنِ گزیدنِ شریک جنسی از میان انسان‌ها دعوت می‌کند. سپس توصیه می‌کند خری ماده را با تفاصیل چنین‌وچنان بیابد؛ آن‌گاه به‌تفصیل نحوهٔ انجام عمل جنسی با حیوان را توضیح می‌دهد و در انتها از خواننده می‌خواهد هنگام اوج لذت جنسی، با دسته‌ای علف حیوان را بفریبد، و وقتی حیوان سرش را به سمتِ علف برمی‌گرداند، لبانش را ببوسد [کلیات سعدی، بخشِ هزلیات (انتهای کتاب)، چاپ شرکت نسبی حاج محمدحسین اقبال و شرکاء]. بخش دیگری از آثار نظم در مجموعهٔ هزلیات به وصف و ستایش رابطه همجنس‌گرایانه اختصاص دارد. به‌عنوان مثال، در بیتِ «بااین‌همه چون … نِ تو می‌آرم یاد/ آبم به دهانِ … ر برمی‌آید» از اشتیاقش به آمیزش جنسی مقعدی با یک مرد سخن می‌گوید. نقدِ صادق هدایت در یکی از آثارش به معرفی سعدی تحت عنوان «معلم اخلاق» با اشاره به هزلیات سعدی و بخشی از آثار حافظ است که در آنها این شاعران، علاوه بر ستایش رابطه همجنس‌گرایانه، به توصیف و تمجید بچه بازی هم پرداخته‌اند.

## لطیفه‌ای از بخش سوم (المضحکات)
«گفت: هرکس امشب دو رکعت نماز بگزارد، او را حوری دهند که بالای او از مشرق تا به مغرب باشد. کسی گفت: من این نماز نکنم و این حور را نمی‌خواهم. گفتند: چرا؟ گفت: زیرا که اگر سرش در کنارِ من باشد و در شیراز و بغدادش گایند، مرا چه خبر بُوَد؟!»

## نمونه اشعار
| آمد به نماز آن صنم کافرکیش |  | ببرید نماز مؤمنان و درویش      |
| می‌گفت امام مستمند دل‌ریش    |  | ای‌کاش من از پس بدمی، وی از پیش |

## نظر منتقدان
گروهی معتقدند «هزلیات» و «مَضاحِک» از سعدی نیست. ایرج پزشک‌زاد در کتابِ خود به نام طنز فاخر سعدی می‌نویسد: «سعدی‌ای که ما می‌شناسیم، البته اگر بخواهد، در گفتهٔ خود پردهٔ حجب‌وحیا را از روی واقعیت‌های عشق زمینی پس بزند؛ ولی مسلماً کسی نیست که کلام خود را به آلودگی‌های تنفرانگیز بکشانَد.» . صادق هدایت در «داستانِ مرغ روح» از مجموعه کتابِ ولنگاری، نمونه‌ای از نوشتهٔ طنزی آورده است که به صورتی کنایی از سعدی و یک شاعر دیگر یاد می‌کند.
این‌که برخی از صاحب‌نظرانِ ادبیاتِ فارسی، مانندِ محمدعلی فروغی، آثار مجموعهٔ هزلیات را از آنِ سعدی نمی‌دانند و برخی دیگر این آثار را متعلق به او می‌دانند، متعلق به گذشته است و در آثارِ امروزی، حتی در وبگاه‌های اینترنتی نیز، عموماً تمایلی به بازگشودِ این موضوع دیده نمی‌شود.